# Carex neblinensis
Carex neblinensis là một loài thực vật có hoa trong họ Cói. Loài này được Reznicek mô tả khoa học đầu tiên năm 1996.